# Shinichi Omata
Shinichi Omata (小俣 真一 Omata Shin'ichi?) es un director, guionista gráfico y exproductor japonés conocido por dirigir Sankarea (2012), Shōwa Genroku Rakugo Shinjū (2016) y Kaguya-sama wa Kokurasetai: Tensai-tachi no Ren'ai Zunōsen (2019).

## Carrera
Omata comenzó su carrera en la industria a mediados de la década de 1990 como productor en Phoenix Entertainment, con la que trabajó hasta 2001. Trabajó principalmente como productor de animación para series hentai o como asistente de gerente de producción en series producidas por Phoenix Entertainment. En 2009, se convirtió en un artista activo de guiones gráficos con Shaft, y apareció por primera vez en el noveno episodio de Natsu no Arashi! Akinai-chū. Durante su permanencia en Shaft, trabajó principalmente bajo la dirección de Akiyuki Shinbo y Yukihiro Miyamoto, con quienes dirigió y guionizó varios episodios de Arakawa Under the Bridge, Puella Magi Madoka Magica, y Denpa Onna to Seishun Otoko. In 2012, En 2012, Omata dejó las filas de Shaft y comenzó a trabajar principalmente para Studio Deen, donde haría su debut como director de series con Sankarea bajo el seudónimo de Mamoru Hatakeyama (畠山守 Hatakeyama Mamoru?). Se considera que el propio estilo de Shinbo con Shaft es una especie de "renacimiento artístico" dentro de la industria del anime, y los propios trabajos de dirección de Omata después de su salida del estudio también se han considerado como tales. Shōwa Genroku Rakugo Shinjū, por ejemplo, ha sido elogiado por su narración y dirección a pesar de la animación limitada e inconsistente del equipo de animación del estudio. Luego de su trabajo con Studio Deen, Omata comenzó una relación con A-1 Pictures en 2018, donde dirigió la serie de guerra fantástica Grancrest Senki, y al año siguiente se le dieron responsabilidades de dirección para Kaguya-sama wa Kokurasetai: Tensai-tachi no Ren'ai Zunōsen. La serie obtuvo un éxito inmediato y fue incluida como finalista del premio de la encuesta de fans "Anime de la Década" de Funimation como "Serie romántica favorita de la década", también fue nominada en los Crunchyroll Anime Awards de 2020 a Mejor Comedia. La segunda temporada obtuvo siete premios en los Newtype Anime Awards 2020, incluido el de Mejor Director para Omata.

## Trabajos

### Series de televisión
Destaca papeles con funciones de dirección de series.
| Año  | Título                                                             | Director(es)                      | Estudio                    | Funciones                                                                                | Refs.                             |
| ---- | ------------------------------------------------------------------ | --------------------------------- | -------------------------- | ---------------------------------------------------------------------------------------- | --------------------------------- |
| 2009 | Natsu no Arashi! Akinai-chū                                        | Akiyuki Shinbo Ken'ichi Ishikura  | Shaft                      | Guionista gráfico (#9)                                                                   | [ 1 ]                             |
| 2010 | Hidamari Sketch x Hoshimittsu                                      | Akiyuki Shinbo Ken'ichi Ishikura  | Shaft                      | Guionista gráfico (#2, 5, 10)                                                            | [ 11 ]                            |
| 2010 | Arakawa Under the Bridge                                           | Yukihiro Miyamoto                 | Shaft                      | Guionista gráfico (#1–2, 4–5, 11, 13) Director de episodio (#2, 11)                      | [ 12 ] [ 13 ]                     |
| 2010 | Arakawa Under the Bridge x Bridge                                  | Akiyuki Shinbo Yukihiro Miyamoto  | Shaft                      | Director de episodio (#2, 9) Guionista gráfico (#5, 9)                                   | [ 14 ] [ 15 ]                     |
| 2011 | Puella Magi Madoka Magica                                          | Akiyuki Shinbo Yukihiro Miyamotoa | Shaft                      | Director de episodio (#4) Guionista gráfico (#5, 9)                                      | [ 16 ] [ 17 ]                     |
| 2011 | Lotte no Omocha!                                                   | Fumitoshi Oizaki                  | Diomedéa                   | Guionista gráfico (#10)                                                                  | [ 18 ]                            |
| 2011 | Denpa Onna to Seishun Otoko                                        | Akiyuki Shinbo Yukihiro Miyamoto  | Shaft                      | Guionista gráfico (#2) Director de episodio (#2, 11) Animador clave (#11)                | [ 19 ] [ 20 ] [ 21 ]              |
| 2011 | Phi Brain: Kami no Puzzle                                          | Junichi Sato                      | Sunrise                    | Director de episodio (#9)                                                                | [ 22 ]                            |
| 2011 | Sekai-ichi Hatsukoi                                                | Chiaki Kon                        | Studio Deen                | Director de episodio (#1)                                                                | [ 23 ]                            |
| 2012 | Hidamari Sketch x Honeycomb                                        | Akiyuki Shinbo Yūki Yase          | Shaft                      | Guionista gráfico (#10)                                                                  | [ 24 ]                            |
| 2012 | Sankarea                                                           | Mamoru Hatakeyama                 | Studio Deen                | Director Director de episodio (#1; OP; ED) Guionista gráfico (#1–3, 6, 12; OP; ED)       | [ 2 ] [ 25 ] [ 26 ] [ 27 ] [ 28 ] |
| 2013 | Rozen Maiden: Zurückspulen                                         | Mamoru Hatakeyama                 | Studio Deen                | Director Guionista gráfico (#1–6, 13) Director de episodio (#1, 11, 13)                  | [ 29 ] [ 30 ] [ 31 ]              |
| 2013 | Hakkenden: Eight Dogs of the East                                  | Osamu Yamasaki Mitsue Yamazaki    | Studio Deen                | Guionista gráfico (#6)                                                                   | [ 32 ]                            |
| 2013 | Hakkenden: Eight Dogs of the East 2                                | Osamu Yamasaki Mitsue Yamazaki    | Studio Deen                | Guionista gráfico (#3)                                                                   | [ 33 ]                            |
| 2013 | Da Capo III                                                        | Ken'ichi Ishikura                 | Actas                      | Guionista gráfico (#7)                                                                   | [ 34 ]                            |
| 2014 | Sakura Trick                                                       | Ken'ichi Ishikura                 | Studio Deen                | Guionista gráfico (#6, 12)                                                               | [ 35 ]                            |
| 2014 | Wake Up, Girls!                                                    | Yutaka Yamamoto                   | Ordet Tatsunoko Production | Guionista gráfico (#5)                                                                   | [ 36 ]                            |
| 2014 | Dramatical Murder                                                  | Kazuya Miura                      | NAZ                        | Guionista gráfico (#11)                                                                  | [ 37 ]                            |
| 2014 | Kuroshitsuji: Book of Circus                                       | Noriyuki Abe                      | A-1 Pictures               | Guionista gráfico (#6) Director de unidad & guionista gráfico (ED 2)                     | [ 38 ] [ 39 ]                     |
| 2016 | Gakusen Toshi Asterisk                                             | Kenji Seto                        | A-1 Pictures               | Guionista gráfico (#23)                                                                  | [ 40 ]                            |
| 2016 | Shōwa Genroku Rakugo Shinjū                                        | Mamoru Hatakeyama                 | Studio Deen                | Director Guionista gráfico (#1–2)                                                        | [ 41 ] [ 42 ]                     |
| 2017 | Jigoku Shōjo Yoi no Togi                                           | Takahiro Omori                    | Studio Deen                | Guionista gráfico (#1)                                                                   | [ 43 ]                            |
| 2017 | Shōwa Genroku Rakugo Shinjū 2nd Season                             | Mamoru Hatakeyama                 | Studio Deen                | Director Guionista gráfico (#1–5, 7–8, 13) Director de episodio (#5)                     | [ 41 ] [ 44 ] [ 45 ]              |
| 2018 | Grancrest Senki                                                    | Mamoru Hatakeyama                 | A-1 Pictures               | Director Director de episodio (#1, 24) Storyboard artist (#1, 8, 13, 20, 24; OP; ED 1–2) | [ 6 ]                             |
| 2019 | Karakai Jōzu no Takagi-san 2                                       | Hiroaki Akagi                     | Shin-Ei Animation          | Guionista gráfico (#11)                                                                  | [ 46 ]                            |
| 2019 | Kaguya-sama wa Kokurasetai: Tensai-tachi no Ren'ai Zunōsen         | Mamoru Hatakeyama                 | A-1 Pictures               | Director Guionista gráfico (#1, 3, 6–7, 12) Director de episodio (#12)                   | [ 7 ]                             |
| 2020 | Slime Taoshite 300-nen, Shiranai Uchi ni Level Max ni Nattemashita | Nobukage Kimura                   | Revoroot                   | Guionista gráfico (#3, 8)                                                                |                                   |
| 2020 | Kaguya-sama wa Kokurasetai? Tensai-tachi no Ren'ai Zunōsen         | Mamoru Hatakeyama                 | A-1 Pictures               | Director Guionista gráfico (#1, 4, 6, 9, 12)                                             | [ 47 ]                            |
| 2021 | Visual Prison                                                      | Takeshi Furuta Tomoya Tanaka      | A-1 Pictures               | Guionista gráfico (#3)                                                                   | [ 48 ]                            |
| 2022 | Kaguya-sama wa Kokurasetai -Ultra Romantic-                        | Mamoru Hatakeyama                 | A-1 Pictures               | Director Director de episodio (#1) Guionista gráfico (#1, 3, 5, 7, 9, 12–13)             | [ 49 ]                            |
| 2023 | Undead Girl Murder Farce                                           | Mamoru Hatakeyama                 | Lapin Track                | Director Guionista gráfico (#1-2, 5, 7, 12)                                              | [ 50 ] [ 51 ]                     |

### OVAs/ONAs
Destaca papeles con funciones de dirección de series.
| Año  | Título                                            | Director(es)      | Estudio      | Funciones                                                             | Refs.         |
| ---- | ------------------------------------------------- | ----------------- | ------------ | --------------------------------------------------------------------- | ------------- |
| 2011 | Starry Sky                                        | Kiyoko Sayama     | Studio Deen  | Director de episodio (#13–14)                                         | [ 52 ]        |
| 2012 | Sankarea                                          | Mamoru Hatakeyama | Studio Deen  | Director Director de episodio (OP; ED) Guionista gráfico (#2; OP; ED) | [ 53 ] [ 54 ] |
| 2013 | Hetalia: The Beautiful World                      | Hiroshi Watanabe  | Studio Deen  | Guionista gráfico (#17–18)                                            | [ 55 ]        |
| 2015 | Shōwa Genroku Rakugo Shinjū: Yotaro Hourou-hen    | Mamoru Hatakeyama | Studio Deen  | Director Guionista gráfico (#1–2)                                     | [ 56 ]        |
| 2021 | Kaguya-sama: Love is War -First Kiss wa Owaranai- | Mamoru Hatakeyama | A-1 Pictures | Director Guionista gráfico                                            | [ 57 ]        |
| 2022 | Onna no Sono no Hoshi                             | Mamoru Hatakeyama | Lapin Track  | Director                                                              | [ 58 ]        |

### Películas
Destaca papeles con funciones de dirección de series.
| Año  | Título                                                    | Director(es)                     | Estudio               | Funciones         | Refs.  |
| ---- | --------------------------------------------------------- | -------------------------------- | --------------------- | ----------------- | ------ |
| 2011 | Mahō Sensei Negima! Anime Finale                          | Akiyuki Shinbo                   | Shaft Studio Pastoral | Guionista gráfico | [ 59 ] |
| 2012 | Puella Magi Madoka Magica the Movie: Beginnings           | Akiyuki Shinbo Yukihiro Miyamoto | Shaft                 | Guionista gráfico | [ 60 ] |
| 2017 | Kuroshitsuji: Book of the Atlantic                        | Noriyuki Abe                     | A-1 Pictures          | Guionista gráfico | [ 61 ] |
| 2022 | Kaguya-sama: Love Is War – The First Kiss That Never Ends | Mamoru Hatakeyama                | A-1 Pictures          | Director          | [ 62 ] |